# Вулиця Квітки Цісик (Львів)
Ву́лиця Квітки Цісик — вулиця в Шевченківському районі Львова, в місцевості Замарстинів. Сполучає вулицю Лінкольна з вулицею Хвильового.

## Історія
Вулиця з'явилася у 1930-х роках, не пізніше 1935 року отримала назву Конопляна (у польському варіанті — Конопна), уточнену 1946 року. 29 червня 2010 року вулицю перейменували на честь американської співачки українського походження Квітки Цісик (ухвала № 3459 від 07.05.2010 року «Про присвоєння вулиці назви Квітки Цісик»).
Первісно вулиця була забудована двоповерховими кам'яницями початку XX століття, проте наприкінці століття район почав забудовуватися сучасними житловими багатоповерхівками. Станом на 2023 рік до вулиці приписаний лише один будинок — № 16, в якому розміщена Львівська середня загальноосвітня школа № 54.

## Музеї
Під час проведення, 2-3 квітня 2011 року, у Львові Міжнародного фестивалю українського романсу XX століття імені Квітки Цісик, на однойменній вулиці, у крилі вестибюлю загальноосвітньої середньої школи № 54, з'явився Меморіальний музей співачки, який є єдиним у світі музеєм Квітки Цісик. Ініціатором та меценатом встановлення меморіальних таблиць, засновником Громадської організації «Незабутня Квітка» та музею Квітки Цісик у Львові є депутат міської ради Роман Грицевич.
Першим експонатом стала оригінальна платівка 1981 року, студійний запис її першого альбому «Пісні України». Наповненню музею експонатами сприятимуть родичі Квітки Цісик, що проживають в Америці.
Серед експонатів музею документи та фотоматеріали, які висвітлюють життя та творчий шлях співачки. Серед експонатів також є особисті речі Квітки Цісик: парфуми, рукавички та чобітки співачки. Під час екскурсії музеєм звучить унікальний голос Квітки Цісик.

## Забудова
№ 16 — Львівська середня загальноосвітня школа I—III ступенів № 54.